# Eugène Cahen
Pour les articles homonymes, voir Cahen.
Eugène Cahen, né le 18 mars 1865 dans le 11e arrondissement de Paris et mort d'un  cancer le 13 avril 1941 dans le 15e arrondissement de Paris, est un mathématicien français.

## Biographie
Fils d'Isidore Cahen, artiste musicien, et Désirée Emmerique, il est admis précocement à l'École normale supérieure parmi les élèves de la promotion de 1882 (section des Sciences).
Il soutient en 1894 devant la Faculté des sciences de Paris une thèse « Sur la fonction ζ(s) de Riemann et sur des fonctions analogues » consacrée à l'élaboration d'une théorie des séries de Dirichlet. Ses conclusions, très contestées, n'en furent pas moins le point de départ de nombreux travaux sur le théorème de la progression arithmétique.
Sa principale autre contribution aux mathématiques est d'avoir défini la constante de Cahen, soit la série alternée des inverses des sn – 1, où s est la suite de Sylvester.
D'abord professeur de lycée, Eugène Cahen devient ultérieurement chargé de conférences à la Faculté des sciences de Paris et examinateur d'admission à l'École centrale de Paris. Il professe notamment un cours de théorie des nombres à la Sorbonne en 1914.
Il est décoré de la Légion d'honneur en 1923.
Son frère aîné Albert Cahen, également normalien, fut inspecteur général de l’Instruction publique ; leur frère cadet, Émile Cahen, fut normalien et professeur d'université. 
Il est le père de Thérèse Cahen.